# Unterwahrberg
Unterwahrberg ist ein Gemeindeteil des Marktes Hohenfels im Landkreis Neumarkt in der Oberpfalz in Bayern.

## Geographische Lage
Unterwahrberg liegt im oberpfälzischen Jura der Südlichen Frankenalb auf ca. 505 m ü. NHN in der östlichen Ausbuchtung eines Hügelzuges, der sich bis 559 m ü. NHN erhebt. Man erreicht die Einöde über eine Gemeindeverbindungsstraße vom südlich gelegenen Beratzhausener Gemeindeteil Oberpfraundorf her. Sie führt weiter zu den Kallmünzer Gemeindeteilen Oberwahrberg und Dinau, wo sie in die Staatsstraße 2041 einmündet.

## Geschichte
Unterwahrberg unterstand dem kurpfälzischen Pflegamt Hohenfels. 1411 hatte hier Pfalzgraf Johann Lehengüter. 1435 heißt die Ansiedelung in einer Urkunde „Nietern Wartperg“. Gegen Ende des Alten Reiches, um 1800, bestand die Einöde aus einem Viertelhof und einem öden Widengütl von der Größe eines Achtelhofes.
Im Königreich Bayern wurde um 1810 der Steuerdistrikt Markstetten gebildet und 1814 zum Landgericht Parsberg (später Landkreis Parsberg) gegeben. Zu diesem gehörten die drei Dörfer Markstetten, Affenricht und Haasla, der Weiler Kleinmittersdorf sowie die Einöden Fuchsmühle, Ammelacker, Ammelhof, Höfla, Friesmühle, Baumühle, Blechmühle, Lauf, Schönheim und Unterwahrberg.
Mit dem zweiten bayerischen Gemeindeedikt von 1818 entstand die Ruralgemeinde Markstetten, der wiederum Unterwahrberg angehörte. Diese Gemeinde wurde zum 1. Mai 1978 nach Hohenfels eingemeindet. Am 1. Januar 1983 wurde Unterwahrberg in den Markt Beratzhausen, Landkreis Regensburg, umgegliedert; ein Urteil des Bayerischen Verwaltungsgerichtshofes vom 7. November 1984 erklärte jedoch die Umgliederung für nichtig. Seitdem ist Unterwahrberg endgültig ein Gemeindeteil von Hohenfels.
Gebäude- und Einwohnerzahl:
- 1830: 17 Einwohner, 3 Häuser[7]
- 1838: 24 „Seelen“, 3 Häuser[8]
- 1861: 16 Einwohner, 5 Gebäude[9]
- 1871: 20 Einwohner, 6 Gebäude; Großviehbestand 1873: 24 Stück Rindvieh[10]
- 1900: 21 Einwohner, 3 Wohngebäude[11]
- 1925: 16 Einwohner, 2 Wohngebäude[12]
- 1950: 16 Einwohner, 2 Wohngebäude[13]
- 1987: 11 Einwohner, 2 Wohngebäude, 3 Wohnungen[14]

Es ist nur eine Hausnummer vergeben. Hier hat ein landwirtschaftliches Lohnunternehmen seinen Sitz.

## Kirchliche Verhältnisse
Unterwahrberg gehörte zur katholischen Pfarrei (Ober-)Pfraundorf und dort zur Nebenkirche St. Jakob in Unterpfraundorf im Bistum Regensburg. Die Kinder gingen im 19./20. Jahrhundert 2 km weit zur katholischen Schule in der Expositur Oberpfraundorf. Heute bilden Beratzhausen und Oberpfraundorf eine Pfarreiengemeinschaft.